# Lijst van voetbalinterlands El Salvador - Suriname
Deze lijst van voetbalinterlands is een overzicht van alle officiële voetbalwedstrijden tussen de nationale teams van El Salvador en Suriname. De landen speelden tot op heden tien keer tegen elkaar. De eerste ontmoeting, een kwalificatiewedstrijd voor het Wereldkampioenschap voetbal 1970, werd gespeeld in San Salvador op 1 december 1968. Het laatste duel, een kwalificatiewedstrijd voor het Wereldkampioenschap voetbal 2026, vond plaats op 10 juni 2025 in de Salvadoraanse hoofdstad.

## Wedstrijden
| №  | Plaats       | Datum             | Competitie           | Wedstrijd              | Uitslag |
| -- | ------------ | ----------------- | -------------------- | ---------------------- | ------- |
| 1  | San Salvador | 1 december 1968   | WK 1970 kwalificatie | El Salvador – Suriname | 6 – 0   |
| 2  | Paramaribo   | 22 december 1968  | WK 1970 kwalificatie | Suriname – El Salvador | 4 – 1   |
| 3  | Monterrey    | 20 oktober 1977   | WK 1978 kwalificatie | El Salvador – Suriname | 3 – 2   |
| 4  | San Salvador | 24 februari 1985  | WK 1986 kwalificatie | Suriname – El Salvador | 0 – 3   |
| 5  | San Salvador | 27 februari 1985  | WK 1986 kwalificatie | El Salvador – Suriname | 3 – 0   |
| 6  | Paramaribo   | 10 september 2008 | WK 2010 kwalificatie | Suriname – El Salvador | 0 – 2   |
| 7  | San Salvador | 15 oktober 2008   | WK 2010 kwalificatie | El Salvador – Suriname | 3 – 0   |
| 8  | Paramaribo   | 11 november 2011  | WK 2014 kwalificatie | Suriname – El Salvador | 1 – 3   |
| 9  | San Salvador | 15 november 2011  | WK 2014 kwalificatie | El Salvador – Suriname | 4 – 0   |
| 10 | San Salvador | 10 juni 2025      | WK 2026 kwalificatie | El Salvador – Suriname | 1 – 1   |
| 11 | San Salvador | 8 september 2025  | WK 2026 kwalificatie | El Salvador – Suriname |         |

## Samenvatting
| Competitie      | Totaal gespeeld | Winst El Salvador | Gelijk | Winst Suriname | Doelsaldo El Salvador – Suriname |
| --------------- | --------------- | ----------------- | ------ | -------------- | -------------------------------- |
| WK-kwalificatie | 10              | 8                 | 1      | 1              | 29 − 8                           |
| Totaal          | 10              | 8                 | 1      | 1              | 29 − 8                           |

Wedstrijden bepaald door strafschoppen worden, in lijn met de FIFA, als een gelijkspel gerekend.
FSF · A-internationals · Selecties · Bondscoaches · Statistieken · Salvadoraans vrouwenelftal ·  
Olympisch elftal · El Salvador U21 · El Salvador U19 · El Salvador U17
1920 – 1929 · 
1930 – 1939 · 
1940 – 1949 · 
1950 – 1959 · 
1960 – 1969 · 
1970 – 1979 · 
1980 – 1989 · 
1990 – 1999 · 
2000 – 2009 · 
2010 – 2019 ·
2020 − 2029
Gold Cup 1991 · 
Gold Cup 1993 · 
Gold Cup 1996 · 
Gold Cup 1998 · 
Gold Cup 2000 · 
Gold Cup 2002 · 
Gold Cup 2003 · 
Gold Cup 2005 · 
Gold Cup 2007 · 
Gold Cup 2009 · 
Gold Cup 2011 · 
Gold Cup 2013
WK 1970 · 
WK 1982
OS 1968
1921 · 
1922–1927 · 
1928 · 
1929 · 
1930 · 
1931–1934 · 
1935 · 
1936–1937 · 
1938 · 
1939–1940 · 
1941 · 
1942 · 
1943 · 
1944–1945 · 
1946 · 
1947 · 
1948 · 
1949 · 
1950 · 
1951–1952 · 
1953 · 
1954 · 
1955 · 
1955–1960 · 
1961 · 
1962 · 
1963 · 
1964 · 
1965 · 
1966 · 
1967 · 
1968 · 
1969 · 
1970 · 
1971 · 
1972 · 
1973 · 
1974 · 
1975 · 
1976 · 
1977 · 
1978 · 
1979 · 
1980 · 
1981 · 
1982 · 
1983 · 
1984 · 
1985 · 
1986 · 
1987 · 
1988 · 
1989 · 
1990 · 
1991 · 
1992 · 
1993 · 
1994 · 
1995 · 
1996 · 
1997 · 
1998 · 
1999 · 
2000 · 
2000 · 
2001 · 
2002 · 
2003 · 
2004 · 
2005 · 
2006 · 
2007 · 
2008 · 
2009 · 
2010 · 
2011 · 
2012 · 
2013 ·
2014 ·
2015 ·
2016 ·
2017 ·
2018 ·
2019 ·
2020 ·
2021 ·
2022 ·
2023
Amerikaanse Maagdeneilanden ·
Anguilla ·
Antigua en Barbuda ·
Argentinië ·
Armenië ·
Aruba ·
Barbados ·
België ·
Belize ·
Bermuda ·
Bolivia ·
Brazilië ·
Canada ·
Chili ·
China ·
Colombia ·
Costa Rica ·
Cuba ·
Curaçao ·
Dominicaanse Republiek ·
Ecuador ·
Estland ·
GOS ·
Grenada ·
Griekenland ·
Guatemala ·
Guyana ·
Haïti ·
Honduras ·
Hongarije ·
IJsland ·
Ivoorkust ·
Jamaica ·
Japan ·
Joegoslavië ·
Kaaimaneilanden ·
Mexico ·
Moldavië · 
Montserrat ·
Nederlandse Antillen ·
Nicaragua ·
Nieuw-Zeeland ·
Panama ·
Paraguay ·
Peru ·
Puerto Rico ·
Qatar ·
Rusland ·
Saint Kitts en Nevis ·
Saint Lucia ·
Saint Vincent en de Grenadines ·
Sovjet-Unie ·
Spanje ·
Suriname ·
Trinidad en Tobago ·
Venezuela ·
Verenigde Staten ·
Zuid-Korea
SVB · 
Surinaams vrouwenelftal · 
Olympisch elftal
1934 – 1939 ·
1940 – 1949 ·
1950 – 1959 ·
1960 – 1969 ·
1970 – 1979 ·
1980 – 1989 ·
1990 – 1999 ·
2000 – 2009 ·
2010 – 2019 ·
2020 – 2029
Anguilla ·
Antigua en Barbuda ·
Aruba ·
Barbados ·
Bermuda ·
Britse Maagdeneilanden ·
Canada ·
Costa Rica ·
Cuba ·
Curaçao ·
Denemarken ·
Dominica ·
Dominicaanse Republiek ·
El Salvador ·
Grenada ·
Guatemala ·
Guyana ·
Haïti ·
Honduras ·
India ·
Jamaica ·
Kaaimaneilanden ·
Mexico ·
Montserrat ·
Nederland ·
Nederlandse Antillen ·
Nicaragua ·
Panama · 
Puerto Rico ·
Saint Kitts en Nevis ·
Saint Lucia ·
Saint Vincent en de Grenadines ·
Thailand ·
Trinidad en Tobago